# 武爾姆河
51°5′51″N 6°6′23″E / 51.09750°N 6.10639°E

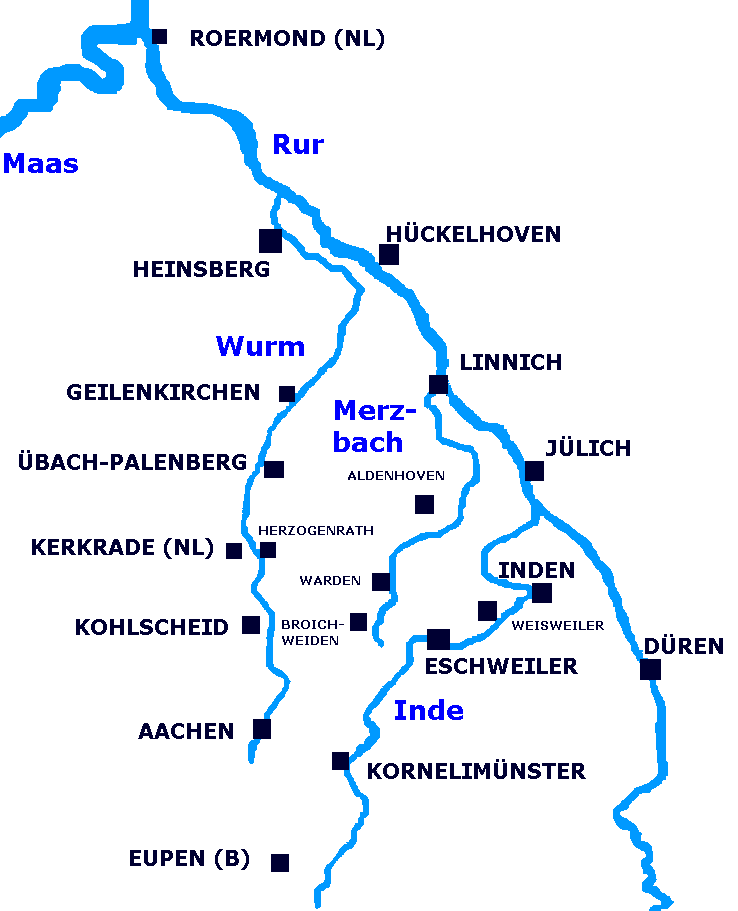

武爾姆河（德语：Wurm）是德國的河流，位於北萊茵-威斯特法倫，屬於魯爾河的左支流，發源自阿亨，河口處在海因斯貝格以北，河道全長53公里，流域面積354平方公里，平均流量每秒1.4立方米。